# Elliot Richardson
Elliot Lee Richardson (n. 20 iulie 1920, Boston, Massachusetts, SUA – d. 31 decembrie 1999, Boston, Massachusetts, SUA) a fost un avocat și funcționar public american, membru al cabinetului președinților Richard Nixon și Gerald Ford. În calitate de procuror general al Statelor Unite, Richardson a fost unul dintre oficialii implicați în scandalul Watergate și a ales să demisioneze⁠(d) în loc să respecte ordinul președintelui Nixon de a-l demite pe procurorul special Archibald Cox⁠(d).
Născut la Boston, Richardson a urmat cursurile Universității Harvard. A fost  secretar în cadrul Departamentului de Sănătate și Servicii Sociale⁠(d) din 1970 până în 1973, secretar al apărării din ianuarie până în mai 1973, procuror general din mai până în octombrie 1973 și secretar pentru comerț⁠(d) din 1976 până în 1977. Acesta și George Schultz sunt singurii care au ocupat patru funcții de cabinet în guvernul Statelor Unite. Este ultimul republican care a ocupat funcția de procuror general pentru statul Massachusetts.

## Biografie
Richardson s-a născut în Boston, fiul Clarei Lee (născută Shattuck) și al lui Edward Peirson Richardson, medic și profesor la Harvard Medical School . Acesta este descendent al primilor coloniști puritani din Noua Anglie.
Richardson a urmat cursurile Park School⁠(d) din Brookline⁠(d) și Academia Milton⁠(d) din Milton⁠(d), ambele în Massachusetts. A obținut o diplomă în filozofie de la Harvard College⁠(d), a absolvit cum laude⁠(d) în 1941 și a fost editor al revistei The Harvard Lampoon⁠(d).
În 1942, după intrarea Statelor Unite în cel de-al Doilea Război Mondial, Richardson a devenit medic militar⁠(d) în Divizia 4 infanterie⁠(d). A participat la invazia din Normandia din 6 iunie 1944, unde a traversat un câmp minat pentru a salva un ofițer care și-a pierdut un picior.
A continuat să lupte în Europa cu Divizia 4 infanterie, fiindu-i acordate Medalia Steaua de Bronz⁠(d) și Inima Purpurie cu frunze de stejar⁠(d). A fost lăsat la vatră în 1945 cu gradul de prim-locotenent.
În 1947, a absolvit Facultatea de Drept a Universității Harvard⁠(d). În timp ce era la Harvard, a devenit editor și președinte al jurnalului Harvard Law Review⁠(d).
După încheierea studiilor de drept, Richardson a lucrat la Curtea de Apel a Statelor Unite ale Americii pentru al doilea circuit⁠(d) sub judecătorul Learned Hand⁠(d), iar apoi pentru judecătorul Felix Frankfurter⁠(d) la Curtea Supremă a Statelor Unite. A devenit membru al companiei Ropes Gray, Best Collidge & Rugg din Boston, însă a părăsit firma pentru a prelua funcția de procuror al statului Massachusetts din 1959 până în 1961. După ce și-a recuperat poziția în compania, Richardson a părăsit-o definitiv în 1964 după ce a fost ales guvernator-locotenent al Massachusetts⁠(d) și procuror general al statului Massachusetts.
Acesta este ultimul republican care a ocupat funcția de procuror general al Massachusetts.
Richardson a fost ales membru al Academiei Americane de Arte și Științe⁠(d) în 1958.
Primul fiu al lui Richardson, Henry S. Richardson⁠(d), este profesor de filozofie la Universitatea Georgetown, interesele sale fiind filozofia morală și politică.